# Para (distrikt)

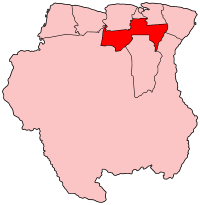
Distriktets läge.

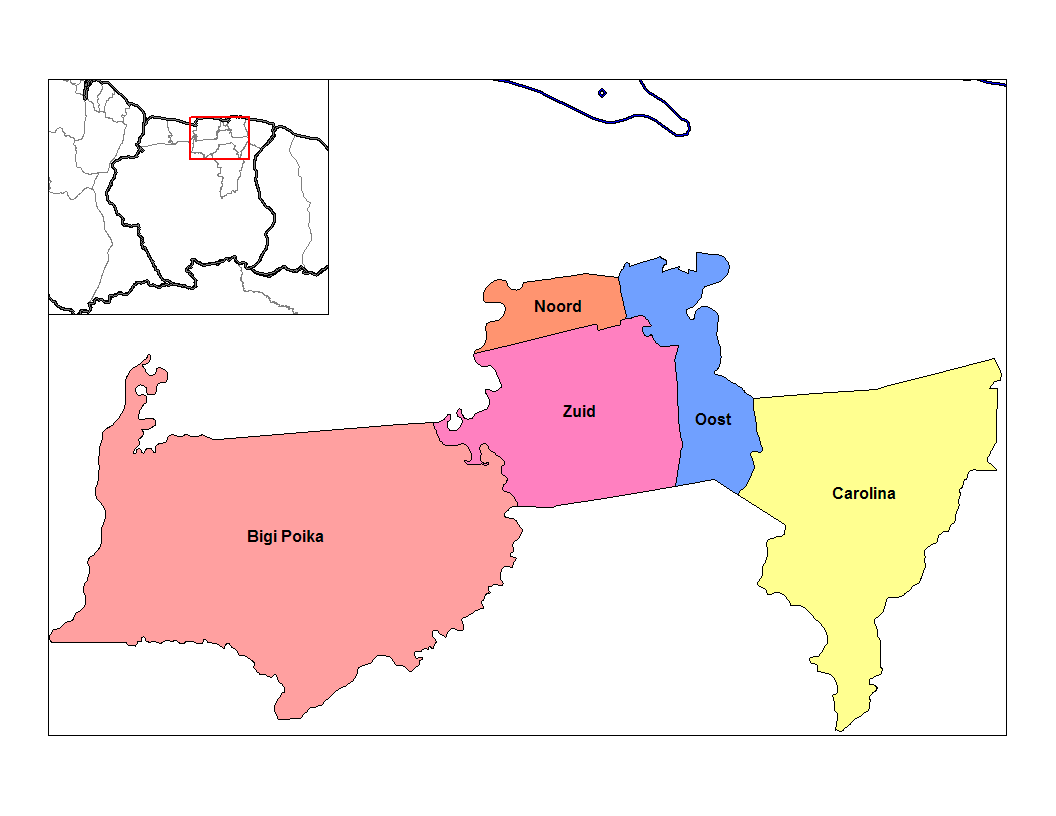
Distriktets ressorten.

Distriktet Para är ett av Surinams 10  distrikt (distrikten).

## Geografi
Distriktet ligger i landets norra del, området har en yta på cirka 5 393 km² med cirka 18 700 invånare. Befolkningstätheten är 5 invånare / km².
Huvudorten är Onverwacht med cirka 2 000 invånare. Inom distriktet finns ruinerna efter Jodensavanne.

## Förvaltning
Distriktet har ordningsnummer 6 och förvaltas av en distriktkommissarie (Districtscommissaris), ISO 3166-2-koden är "SR-PR".
Distriktet är underdelad i 5 kommuner (ressorten):
- Bigi Poika
- Carolina
- Para Noord
- Para Oost
- Para Zuid